# Lorenzo Bertini
Lorenzo Bertini (ur. 1 czerwca 1976 w Pontederze) – włoski wioślarz.
Od 1998 roku reprezentuje barwy GS Fiamme Oro.

## Osiągnięcia
- Mistrzostwa Świata Juniorów – Årungen 1993 – czwórka podwójna – 4. miejsce[2].
- Mistrzostwa Świata Juniorów – Monachium 1994 – czwórka podwójna – 2. miejsce[2].
- Mistrzostwa Świata – Tampere 1995 – czwórka podwójna wagi lekkiej – 3. miejsce[2].
- Mistrzostwa Świata – Kolonia 1998 – czwórka podwójna wagi lekkiej – 1. miejsce[2].
- Mistrzostwa Świata – St. Catharines 1999 – ósemka wagi lekkiej – 3. miejsce[2].
- Mistrzostwa Świata – Lucerna 2001 – czwórka bez sternika wagi lekkiej – 4. miejsce[2].
- Mistrzostwa Świata – Sewilla 2002 – czwórka bez sternika wagi lekkiej – 2. miejsce[2].
- Mistrzostwa Świata – Mediolan 2003 – czwórka bez sternika wagi lekkiej – 3. miejsce[2].
- Igrzyska Olimpijskie – Ateny 2004 – czwórka bez sternika wagi lekkiej – 3. miejsce[2].
- Mistrzostwa Świata – Gifu 2005 – czwórka bez sternika wagi lekkiej – 3. miejsce[2].
- Mistrzostwa Świata – Eton 2006 – czwórka bez sternika wagi lekkiej – 10. miejsce[2].
- Mistrzostwa Świata – Monachium 2007 – jedynka wagi lekkiej – 2. miejsce[2].
- Mistrzostwa Europy – Poznań 2007 – dwójka podwójna – 5. miejsce[2].
- Mistrzostwa Europy – Ateny 2008 – dwójka podwójna wagi lekkiej – 2. miejsce[2].
- Mistrzostwa Świata – Linz 2008 – jedynka wagi lekkiej – 4. miejsce[2].
- Mistrzostwa Świata – Poznań 2009 – czwórka podwójna wagi lekkiej – 1. miejsce[2].
- Mistrzostwa Europy – Brześć 2009 – dwójka podwójna wagi lekkiej – 2. miejsce[2].
- Mistrzostwa Europy – Montemor-o-Velho 2010 – dwójka podwójna wagi lekkiej – 6. miejsce[2].